# So Different... and Yet, 1980
So Different... and Yet, 1980 és una obra d'art enregistrada per James Coleman el 1980 i que actualment forma part de la col·lecció permanent del MACBA. Aquesta va ser la primera obra de Coleman en què va utilitzar imatges de vídeo.

## L'autor
James Coleman (Ballaghaderreen, Irlanda, 1941) ha abordat qüestions vinculades a la realitat, la percepció i el pes dels estereotips socials en la construcció de la identitat. La seva preocupació central és el diàleg entre el que es veu, l'acte de mirar i la construcció de la pròpia imatge. Des dels inicis de la dècada del 1970, va abandonar la pintura i es va decantar pels nous mitjans de reproducció (vídeo, pel·lícula, imatges projectades, fotografia i so enregistrat) i la performance. Coleman s'ha especialitzat en la projecció múltiple de diapositives sincronitzada amb la narració en àudio. Les seves instal·lacions es presenten com a escenificacions teatrals que atrapen l'espectador en una xarxa d'impactes i tensions. En aquest sentit, cal relacionar-lo amb altres autors que investiguen les nocions de teatralitat en les arts visuals: Gerard Byrne, Tacita Dean, Stan Douglas, Douglas Gordon, Robert Morris i Yvonne Rainer.
Coleman combina gèneres i codis narratius diversos. Les seves obres barregen al·lusions a situacions reals de la vida quotidiana, icones extretes de la cultura de masses i gèneres literaris com el teatre i el folklore irlandès, la literatura detectivesca i la literatura rosa. Sol combinar-ho amb imatges que remeten a la pintura tradicional, a la fotografia de moda i a la cultura musical contemporània.

## Descripció

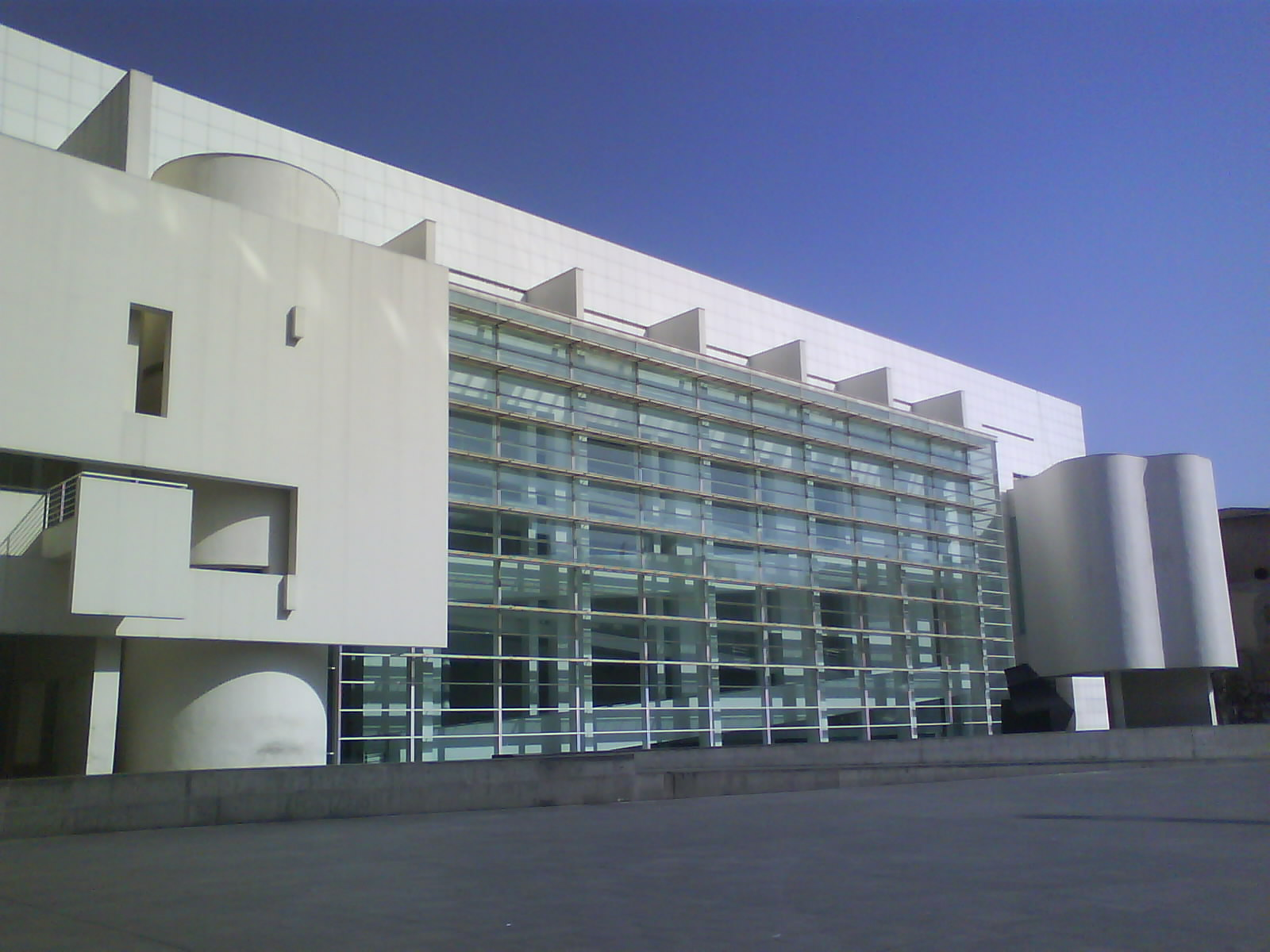
El Museu d'Art Contemporani de Barcelona, on es conserva l'obra

L'obra va tenir una gestació llarga, va comptar amb diversos actors i, finalment, es va enregistrar el 1980. Tot i que formalment es tracta d'un vídeo, l'espectador no sap si es troba davant d'una instal·lació o d'una escena teatral. En un marc arquitectònic que l'autor modifica cada vegada, hi ha un únic monitor de televisió retroil·luminat per una llum acolorida. Situat al fons de l'escena, un pianista (Roger Doyle, intèrpret i compositor de la música) parla en tercera persona i actua com a narrador. En un primer terme, una odalisca contemporània (podria ser una model) amb un vestit verd brillant i una cinta vermella que li embolica la cama es converteix en el focus visual de l'obra. Interpretada per l'actriu Olwen Fouéré, i amb tota la càrrega dels símbols eròtics femenins de la cultura de consum, parodia la manera amb què els codis de masses intervenen en la construcció del jo. Una sola presa de cinquanta minuts força l'espectador a enfrontar-se al diàleg continu entre els dos protagonistes.
La narració juga amb dos gèneres literaris: el romanç i la història detectivesca. L'un contamina l'altre en una atmosfera de cabaret burlesc i de guinyol. La ironia i la comicitat són registres habituals en Coleman. Es tracta d'un joc subtil de projeccions i fantasies amb un element afegit: el parlar afrancesat dels protagonistes i les constants referències a Irlanda i a la seva història ironitzen també sobre les identitats nacionals.

## Exposicions
- 15 de novembre de 2007 – 17 de febrer de 2008: Museu Col·lecció Berardo de Lisboa